# أندريا فيندرام
أندريا فيندرام (بالإيطالية: Andrea Vendrame) (و. 1994  م) هو راكب دراجة هوائية إيطالي، ولد في كونيليانو.

## سجل الفوز

### سباقات أو مراحل فاز بها
| التاريخ        | السباق                                                      | المركز                                          |
| -------------- | ----------------------------------------------------------- | ----------------------------------------------- |
| 06 أبريل 2015  | جيرو ديل بلفيدير 2015                                       |                                                 |
| 01 يناير 2016  | 2016 Ruota d'Oro                                            |                                                 |
| 17 سبتمبر 2016 | سباق الطريق لأقل من سنة للرجال - بطولة أوروبا للدراجات 2016 |                                                 |
| 22 سبتمبر 2016 | كوبا ساباتيني 2016                                          | الرابع في التصنيف العام                         |
| 18 مارس 2017   | لوار أتلانتيك الكلاسيكي 2017                                | السابع في التصنيف العام                         |
| 01 مايو 2017   | طواف دي بريتاجن 2017                                        | الخامس في تصنيف النقاط، السادس في التصنيف العام |
| 07 مايو 2017   | غران بريمو دي لوغانو 2017                                   | الخامس في التصنيف العام                         |
| 14 مايو 2017   | أربعة أيام من دونكيرك 2017                                  | الأول في تصنيف الجبال                           |
| 01 يناير 2018  | كأس فرنسا لركوب الدراجات على الطريق 2018                    | السابع في تصنيف أفضل شاب                        |
| 01 أبريل 2018  | لا رو تورانجيل 2018                                         | الرابع في التصنيف العام                         |
| 10 أبريل 2018  | باريس-كاممبير 2018                                          | الثالث في التصنيف العام                         |
| 22 أبريل 2019  | ترو-برو ليون 2019                                           | الأول في التصنيف العام                          |
| 13 يونيو 2021  | روتي دو سود 2021                                            | الأول في تصنيف النقاط                           |
| 03 سبتمبر 2021 | 2021 Classic Grand Besançon Doubs                           |                                                 |
| 10 فبراير 2023 | 2023 Muscat Classic                                         |                                                 |

## روابط خارجية
- أندريا فيندرام على موقع الاتحاد الدولي للدراجات (الإنجليزية)
- أندريا فيندرام على موقع أرشيف الدراجات (الإنجليزية)
- أندريا فيندرام على موقع إحصائيات الدراجات الإحترافية (الإنجليزية)
- أندريا فيندرام على موقع نسبة الدراجات (الإنجليزية)
- أندريا فيندرام على موقع CycleBase (الإنجليزية)